# Sgabello Mezzadro
Sgabello Mezzadro è una seduta progettata dai designer italiani Pier Giacomo Castiglioni e Achille Castiglioni nel 1957 per l'azienda italiana, d'arredamento, Zanotta.  La seduta è considerata un'icona del design italiano, dei fine anni '50, per l'idea innovativa dei progettisti.

## Storia
Il primo prototipo dello sgabello Mezzadro fu esposto alla X Triennale di Milano del 1954 per poi essere esposto nel ’57, nella stessa mostra, come modello definitivo. In seguito fu migliorato per gli ambienti di Villa Olmo, a Como, nel 1957, successivamente prodotto da Zanotta nel 1971.
Mezzadro è uno sgabello ottenuto dalla ricerca dei fratelli Castiglioni di trovare una seduta che fosse comoda e dalla linea razionale, rifacendosi alla tipica composizione dadaista del Ready-made,  cioè la decontestualizzazione di un oggetto. Concluse che la seduta di un trattore fosse l’ideale per coniugare la filosofia dadaista e la sua ricerca di comodità. Infatti Mezzadro non è altro che la sella di un trattore trasformata in un ironico, giocoso sgabello per uso domestico, dalla composizione semplice e insolita. Questo divertirsi a ideare prodotti fantasiosi dai significati diversi è tipico della progettazione dei Castiglioni.

## Idea di progetto
I Castiglioni in cerca di nuove tecnologie e prodotti adatti a un processo di produzione seriale sono arrivati alla creazione di Mezzadro attraverso l'assemblaggio ironico e perfettamente funzionante di parti industriali.
Questo prodotto nega un po' quella che è la nozione di design essendo per l'appunto, un lavoro di ready made. Costruito assemblando oggetti di varia natura che apparentemente non c'entrano nulla l'uno con l'altro, propongono come sgabello un sedile da trattore agricolo, montato su una balestra stabilizzata da un piolo in legno.

### Etimologia
Per restare in linea con l'idea di progetto, i fratelli Castiglioni hanno pensato di dare il nome Mezzadro allo sgabello, proprio per rimandare alla vita dei campi, dalla quale è nato il prodotto. 
Con il termine mezzadro ci si riferisce al contadino (a capo di una famiglia colonica) che lavora un podere, associato al proprietario con il contratto di mezzadria (ora abolito).

## Descrizione
Lo sgabello è costituito da tre corpi principali assemblati tra loro:
- il primo corpo è formato da una seduta ergonomica in lamiera stampata e verniciata;
- il secondo corpo è formato invece da un sostegno in acciaio cromato, posto in maniera contraria rispetto alla posizione originaria, era infatti anch'esso usato per comporre il sedile di un trattore. La posizione invertita di quest'ultimo venne scelta da Castiglioni per esaltare la creatività dello sgabello ed accentuare il senso di sospensione della seduta. La seduta e la balestra sono fissate tra di loro attraverso una vite a galletto;
- il terzo elemento è infine costituito da un piede in legno di faggio posto trasversalmente preso in prestito da un'imbarcazione a vela.[8]

### Dimensioni
Rispetto ai normali sgabelli, Mezzadro ha un ingombro non indifferente, visto il suo sviluppo sia in altezza che in profondità. La seduta è relativamente bassa.
| Profondità     | 51 cm |
| Altezza totale | 51 cm |
| Larghezza      | 49 cm |

## Significato

### Percezione visiva
Il legno e il metallo sono due materiali diversi sia per le caratteristiche fisiche che percettive.
Il legno di faggio è un materiale opaco assorbente, morbido e dai colori caldi, evoca la natura e fa parte del nostro immaginario domestico. L’acciaio invece è un materiale freddo e rigido, associato al mondo dell’industria.

### Aspetti plastici

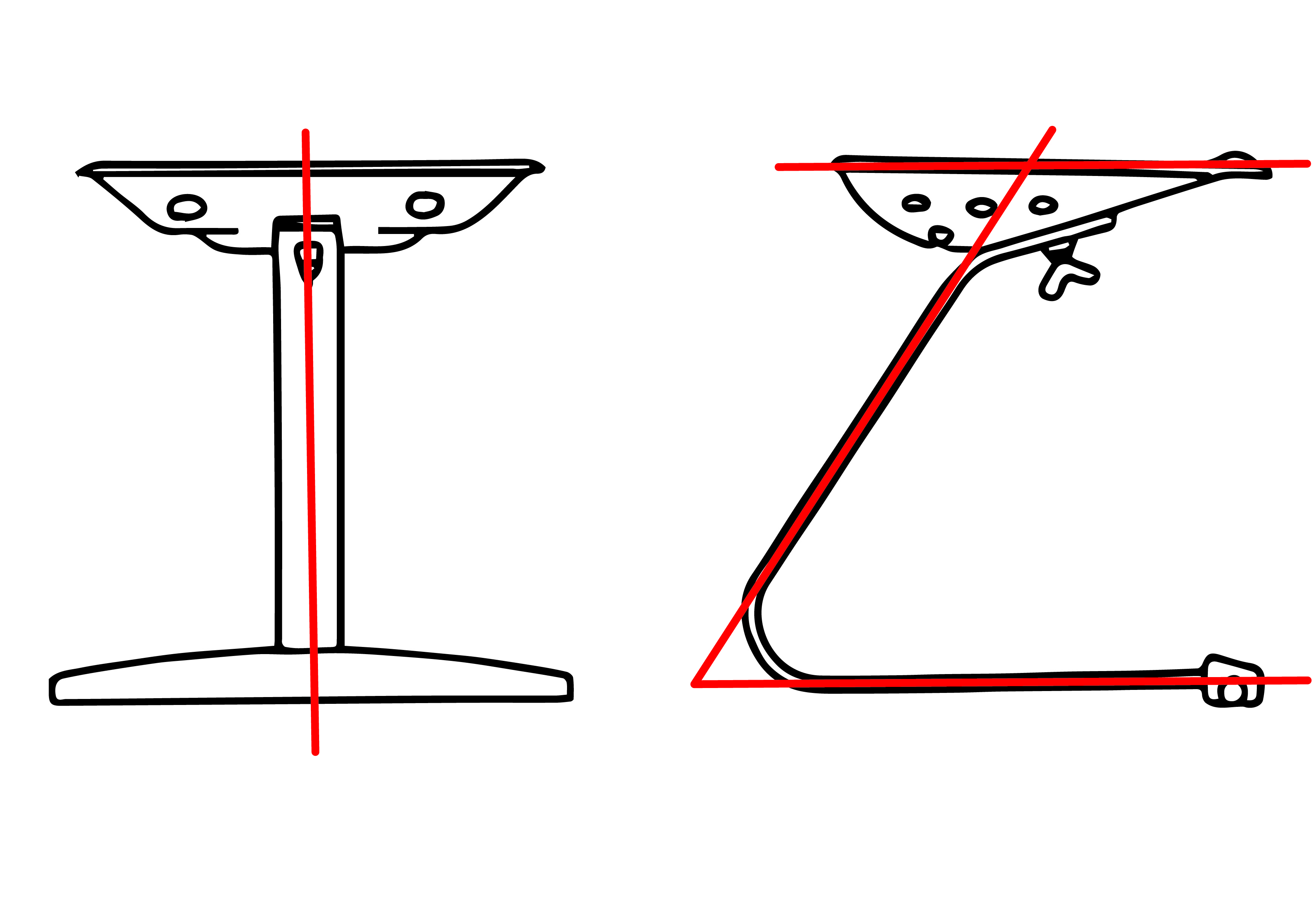
Disegno schematizzato dello sgabello Mezzadro.

Lo sgabello Mezzadro è caratterizzato da componenti monocromatiche. La seduta proposta in varie colorazioni risalta rispetto al contesto. I colori usati, per la serie dei sedili, sono toni caldi rappresentati dal rosso, giallo e arancione, in opposizione a questi, abbiamo quelli neutri ovvero: nero, bianco e grigio. Il sedile e la balestra di sostegno dall’apparenza lucida e riflettente si contrappone con l’opacità assorbente del basamento in legno.
La vista frontale dello sgabello presenta una linea rettilinea in opposizione a quella laterale che è composta da una diagonale e due rette orizzontali. La seduta e il piedistallo sono controbilanciate dalla curva dell'asta facendo sembrare sospeso l'utente seduto. Lo sgabello presenta una simmetria che riconduce al corpo umano.

### Valorizzazioni
Nello sgabello si lascia da parte il fatto che abbia una funzione e si mette in risalto l’estetica e l’idea innovativa rendendolo un’icona del design. Come si può notare è un oggetto pratico e facile da montare rendendo l'utente partecipe nella sua realizzazione. I singoli componenti rimandano alla vita nei campi.

## Esposizioni
- "Italy, the New Domestic Landscape" al MOMA di New York[3]
- X Triennale di Milano del 1954 e 1957
- Villa Olmo a Como nel 1957[3]
- Istrael Muzeum a Gerusalemme[17]
- Uméleckoprumyslové Muzeum a Praga[17]
- Die Neue Sammlung a Monaco[17]
- Kunstgewerbemuseum a Berlino e Zurigo[17]
- Kunstmuseum a Düsseldorf[17]
- Museum für Agewandte Kunst a Colonia[17]
- Musèe des Arts Decoratifs a Bordeaux[17]
- Design museum a Indianapolis[17]
- Museum für Kunst und Gewerbe ad Amburgo[17]